# Anderson (Schiff)
Die USS Anderson (Kennung: DD-411) war ein US-amerikanischer Zerstörer der Sims-Klasse zur Zeit des Zweiten Weltkrieges.

## Geschichte
Ihre Kiellegung war im November 1937 bei Federal Shipbuilding and Drydock Company in Kearny, New Jersey, in Dienst gestellt wurde sie als erstes Schiff ihrer Klasse im Mai 1939.
Nach Indienststellung war sie zunächst im Atlantik, dann im Pazifik eingesetzt. Im Jahre 1941 war der Zerstörer als Teil der Streitkräfte, welche die amerikanische Neutralität sichern sollten, wiederum im Atlantischen Ozean im Einsatz.
Zu ersten Feindberührungen der Anderson kam es in der Schlacht im Korallenmeer am 8. Mai 1942, an der das Schiff in der Kampfgruppe um den Flugzeugträger Lexington teilnahm, der seinerseits von japanischen Sturzkampfbombern versenkt wurde. Die Anderson rettete 377 Besatzungsmitglieder.
Einen Monat später war der Zerstörer in der Schlacht um Midway als Eskorte der Yorktown eingesetzt, die, nachdem sie zunächst durch Bombentreffer beschädigt worden war, bei einem Bergungsversuch von dem japanischen U-Boot I-168 durch Torpedotreffer versenkt wurde.
In den Kämpfen um die Insel Guadalcanal wurden der Anderson im Wesentlichen Geleitaufgaben zugewiesen. In der Schlacht bei den Santa-Cruz-Inseln deckte sie dann den Flugzeugträger Hornet. Der strategische Erfolg, die Japaner von Guadalcanal ferngehalten zu haben, wurde mit dem Verlust der Hornet und der Beschädigung weiterer Schiffe teuer erkauft.
In der Folgezeit war das Schiff bei den Aleuten und während der amphibischen Landung auf Tarawa eingesetzt. Bei den Landungen auf Kwajalein wurde sie zunächst am 30. Januar 1944 durch Feuer einer Küstenbatterie beschädigt, bevor sie dann noch am selben Tag auf ein Riff lief, das nicht auf den Seekarten eingezeichnet war. Die notwendigen Reparaturen mussten in Pearl Harbor durchgeführt werden.
Der nächste größere Einsatz folgte im Rahmen der Landungen auf der philippinischen Insel Leyte im Oktober 1944. Dort unterstützte die Anderson mit ihren Geschützen die gelandeten Truppen, als sie am 1. November durch ein abstürzendes japanisches Jagdflugzeug vom Typ Nakajima Ki-43 beschädigt wurde. Die Reparaturarbeiten, die dieses Mal in San Francisco durchgeführt wurden, zogen sich bis April 1945 hin. Bis zum Kriegsende war der Zerstörer anschließend zu Küstenbeschießungen und anderen Aufgaben rund um die japanischen Hauptinseln eingesetzt.
Nach dem Ende des Krieges wurde die Anderson als Versuchsobjekt während der Operation Crossroads, den Kernwaffentests auf dem Bikini-Atoll, am 1. Juli 1946 versenkt.